# 卡雷尔和黑斯廷斯建筑师事务所

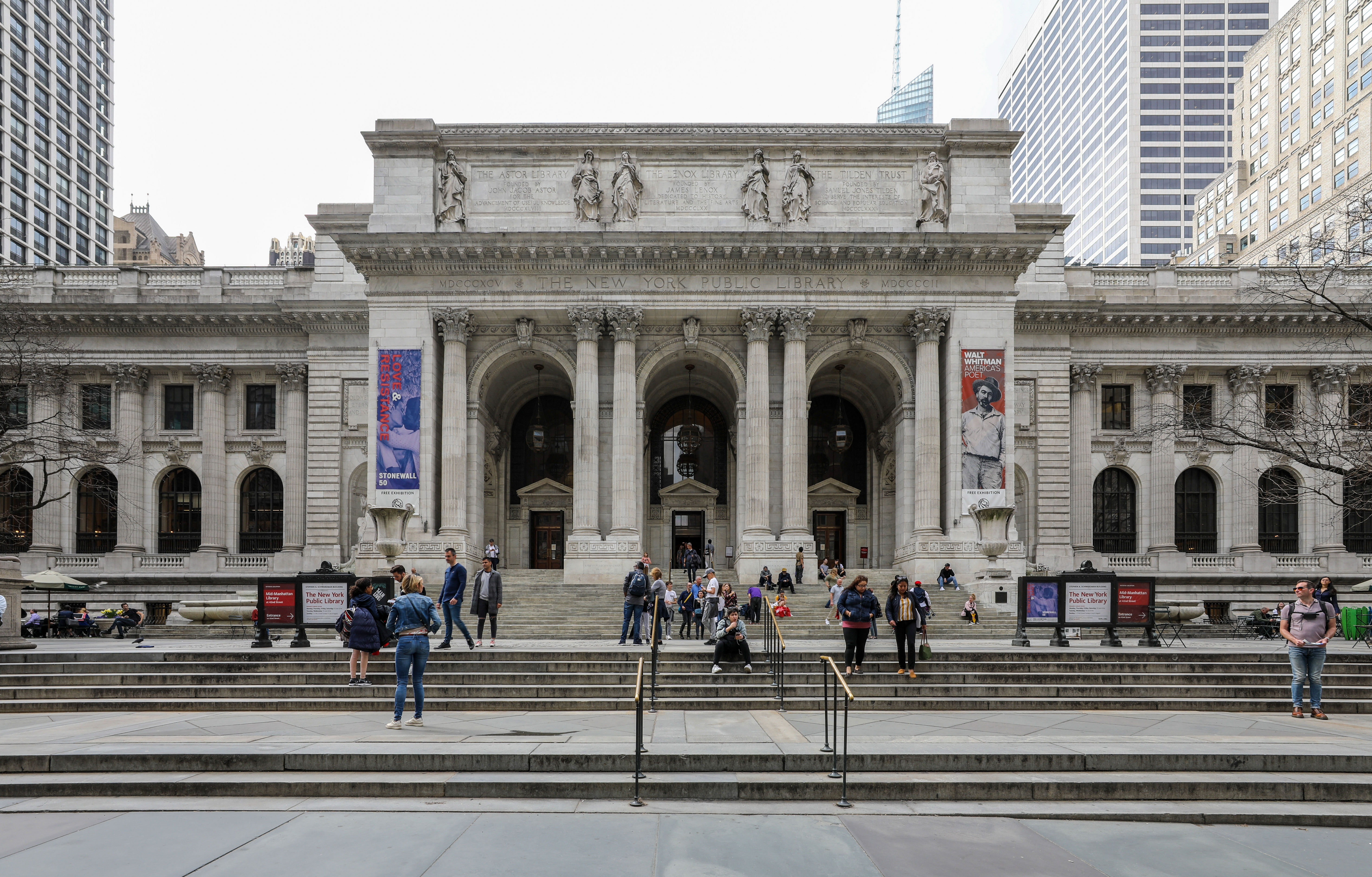
纽约公共图书馆，1911年

卡雷尔和黑斯廷斯（Carrère and Hastings）是美国纽约的一个杰出的布雜藝術风格建筑师事务所，开业时间为1885年至1929年，合伙人为约翰·梅尔文·卡雷尔（John Merven Carrère，/kəˈrɛər/ kə-RAIR; 1858年11月9日至1911年3月1日）和托马斯·黑斯廷斯（Thomas Hastings，1860年3月11日至1929年10月22日）二人。卡雷尔于1911年死于车祸。 
二人都就读于法国的国立高等美术学院，并在麦金米德与怀特建筑师事务所（McKim, Mead and White）工作过，之后才成立了自己的事务所。事务所的第一个成功是位于佛罗里达州圣奥古斯丁的庞塞德莱昂酒店（Ponce de León Hotel），为亨利·弗拉格勒设计。他们在19世纪80年代和19世纪90年代初取得巨大成功，在全国范围内崭露头角，并在1897年赢得了纽约公共图书馆的竞赛。事务所设计了纽约、华盛顿、以及远至多伦多、伦敦、巴黎、罗马和哈瓦那的商业建筑、精致住宅和著名公共建筑。

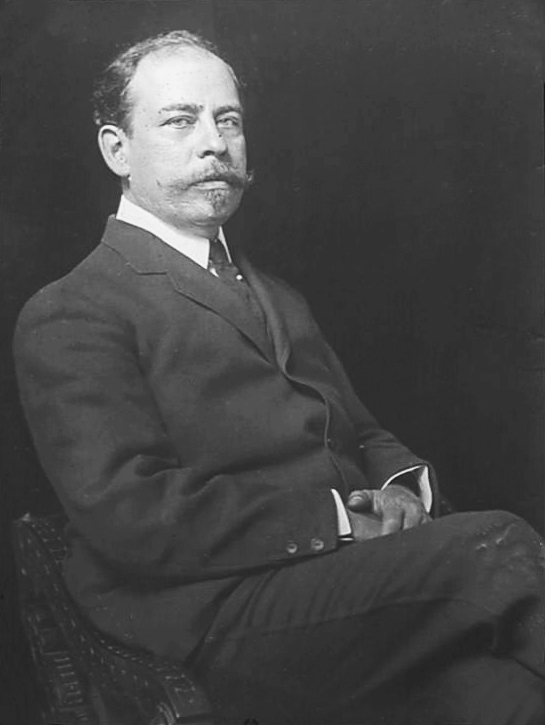
卡雷尔

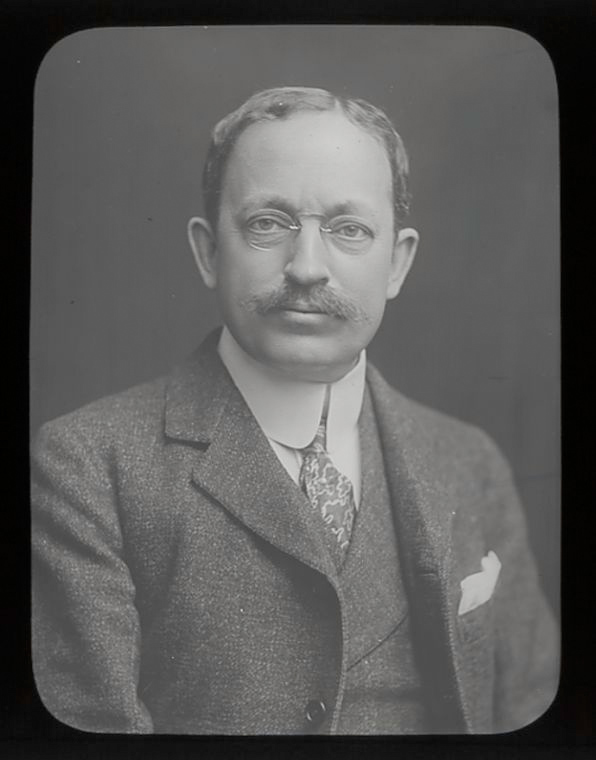
黑斯廷斯

## 著名作品
- 庞塞德莱昂酒店（Ponce de León Hotel），佛罗里达州圣奥古斯丁，1887年
- 阿尔卡萨酒店，佛罗里达州圣奥古斯丁，1887年
- 白厅，佛罗里达州棕榈滩，1901年
- 麦金莱纪念碑，纽约州布法罗，1907年
- 朗特方谭剧院，纽约，1910年
- 华盛顿卡内基研究所行政大楼，1910年
- 纽约公共图书馆，1911年
- 波特兰市政厅，缅因州，1912年
- 亨利·克雷·弗里克住宅，纽约，1914年
- 大军团广场（Grand Army Plaza），纽约，1916年
- 阿灵顿纪念圆形剧场，华盛顿，1920年
- 博伊西联合太平洋铁路火车站，博伊西，1925年
- 百老汇26号（标准石油大楼），纽约，1926年

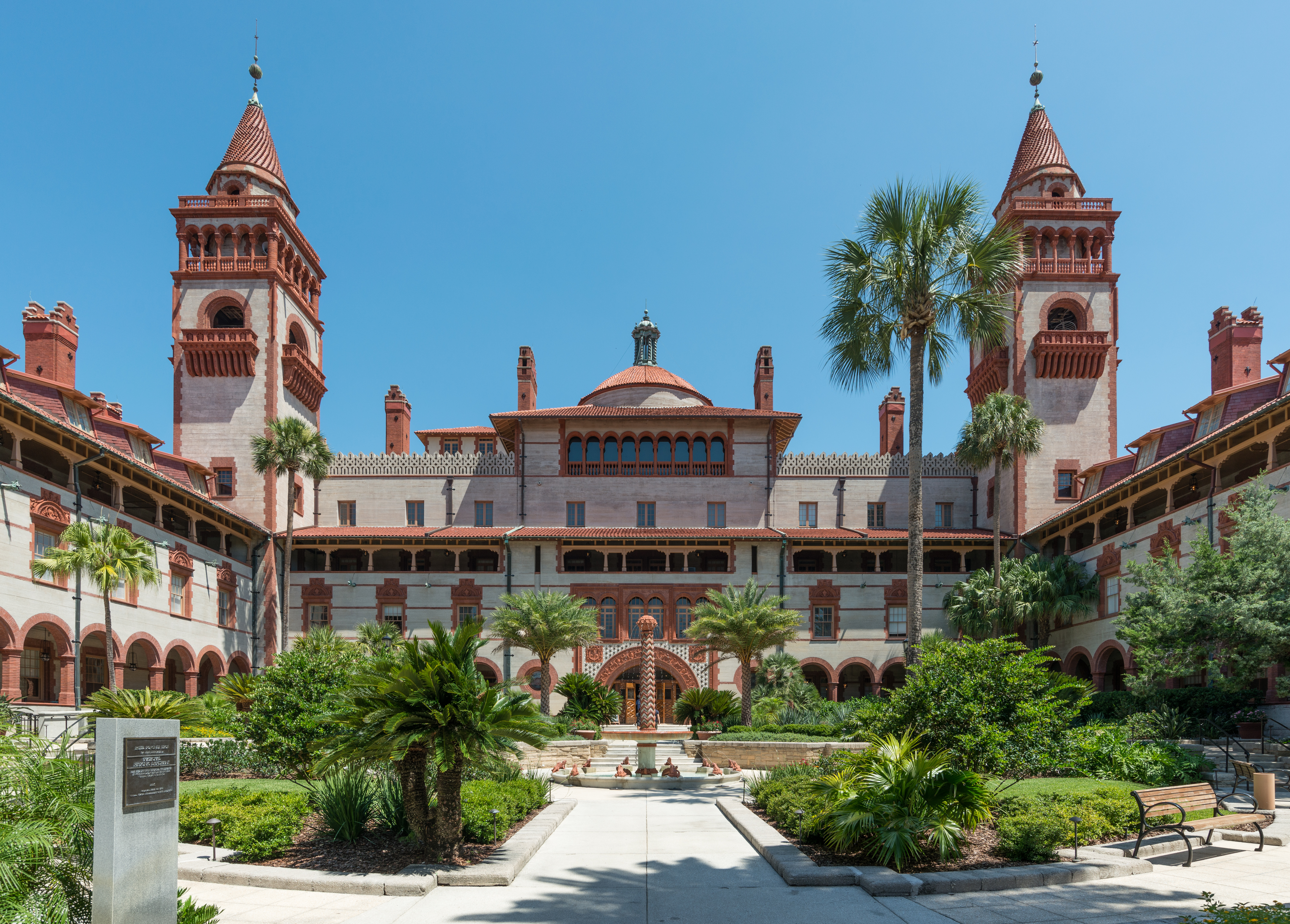
庞塞德莱昂酒店，圣奥古斯丁，1887年
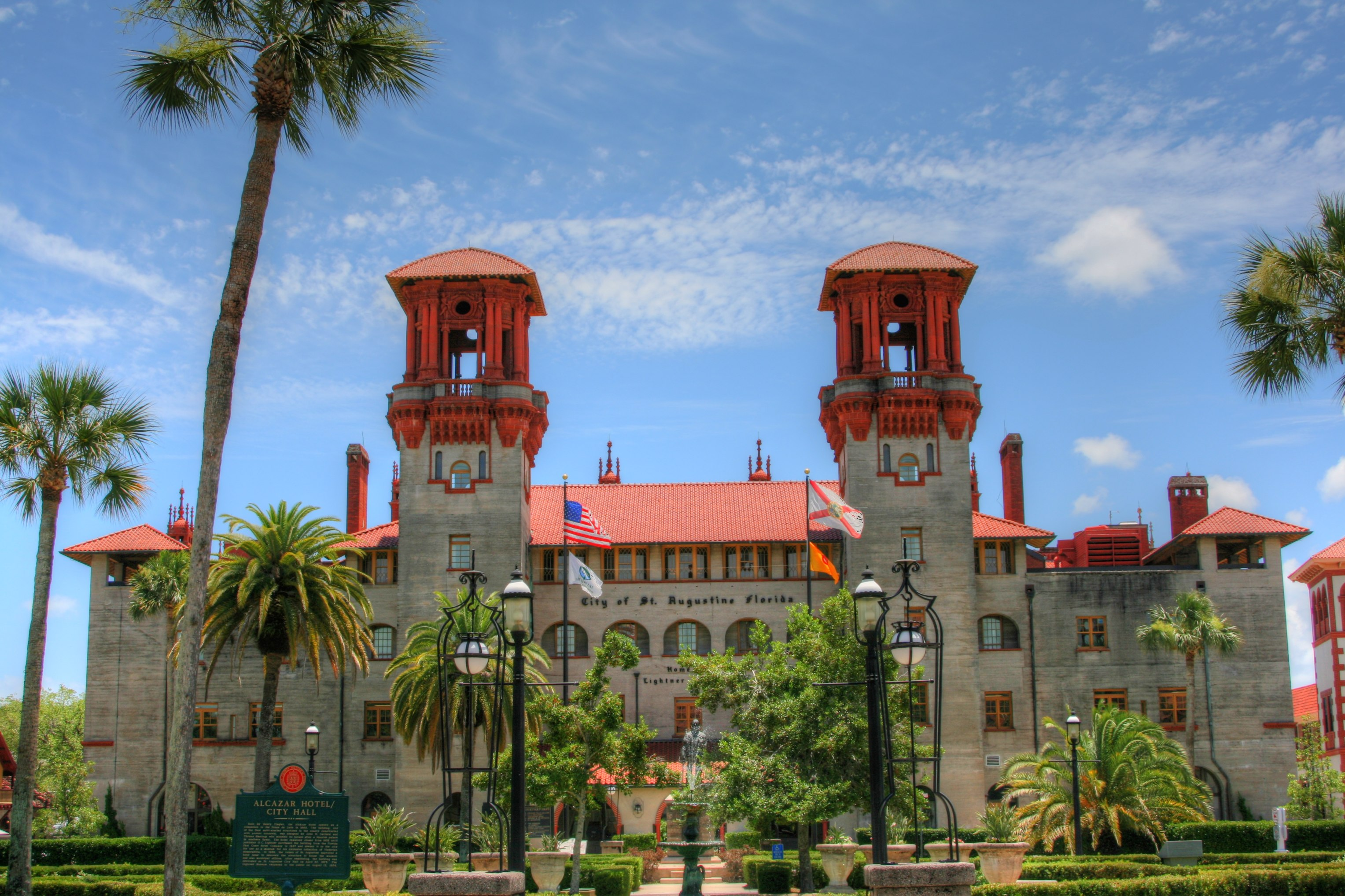
阿尔卡萨酒店，圣奥古斯丁，1887年
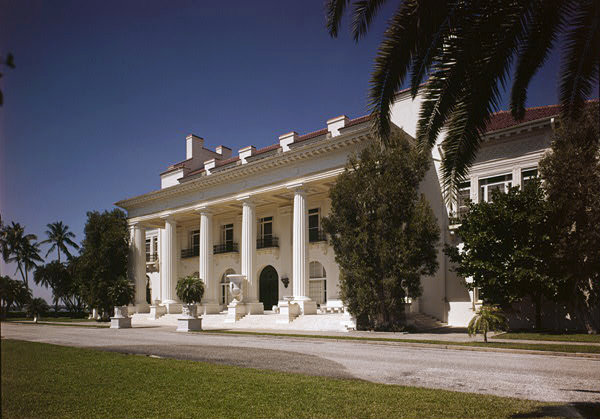
白厅，棕榈滩，1901年
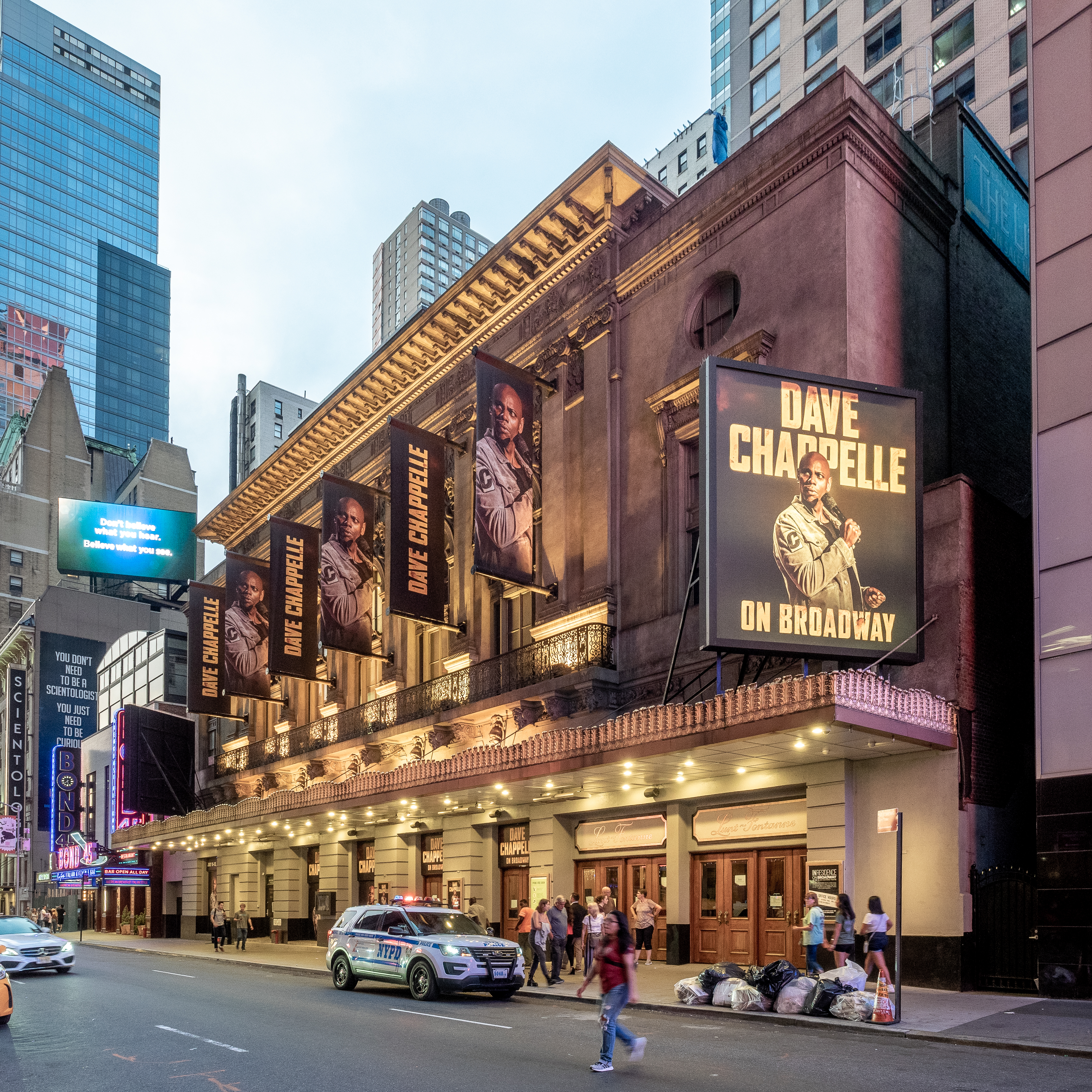
朗特方谭剧院，纽约，1910年
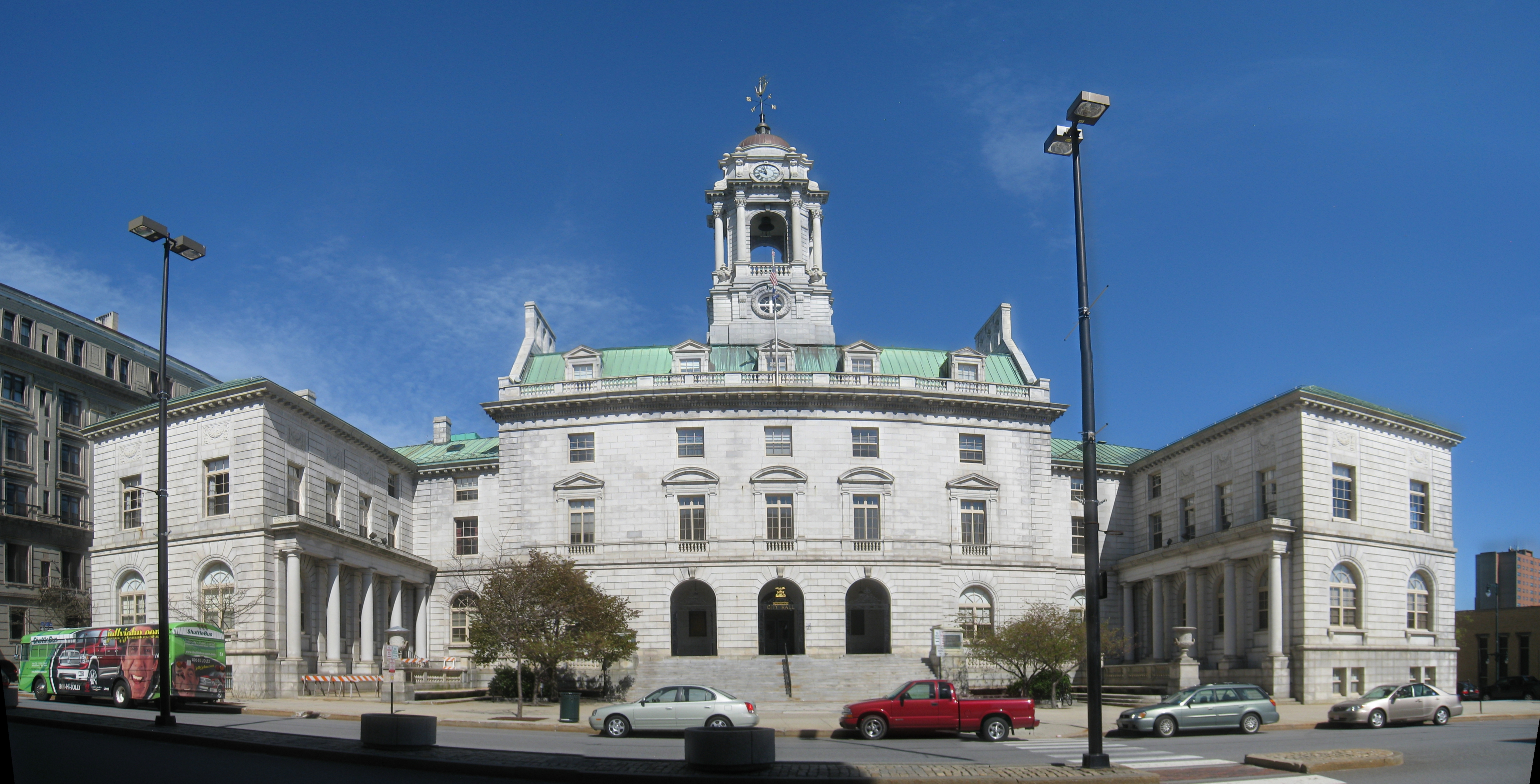
波特兰市政厅，缅因州，1912年
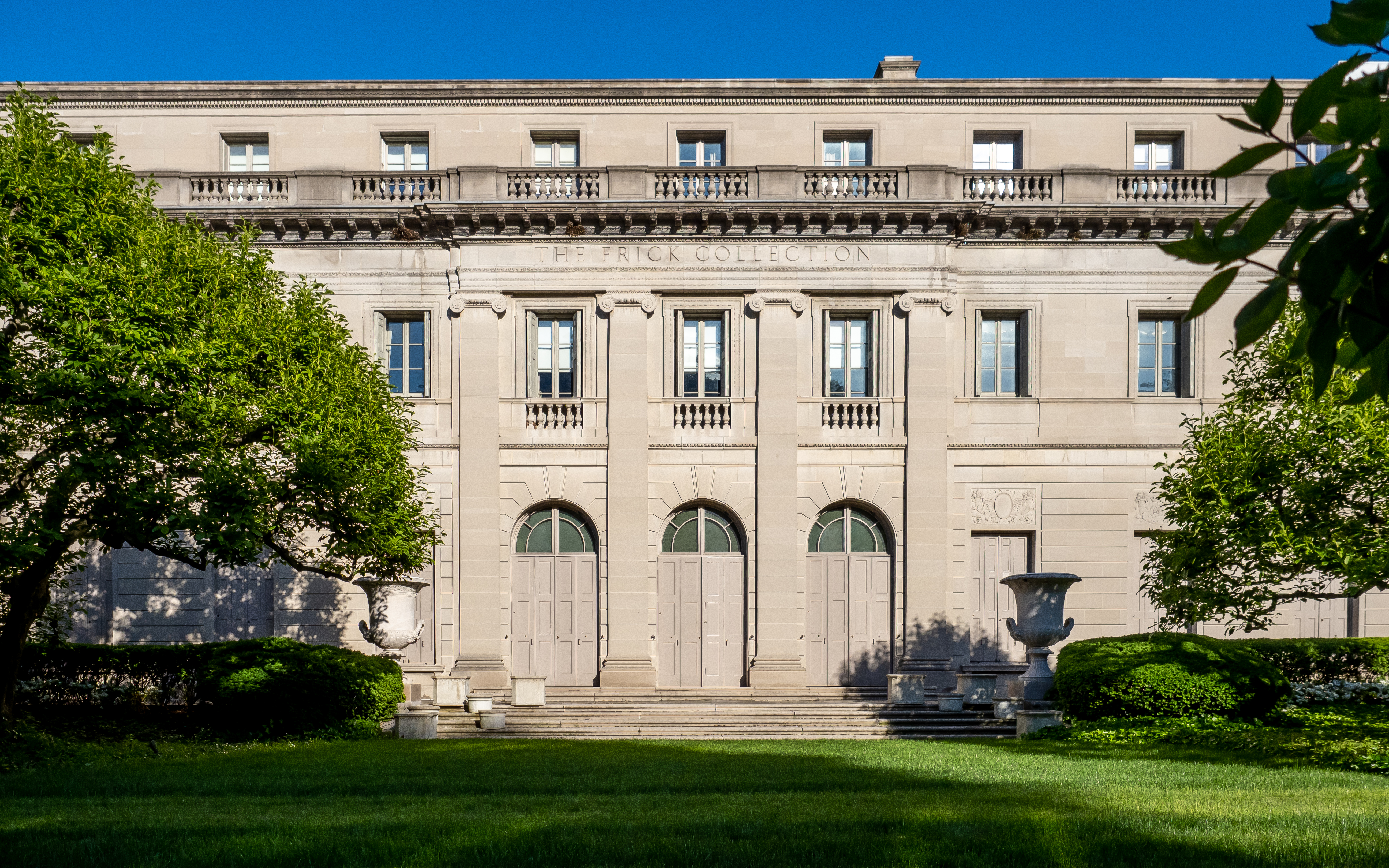
亨利·克莱·弗里克之家，纽约，1914年
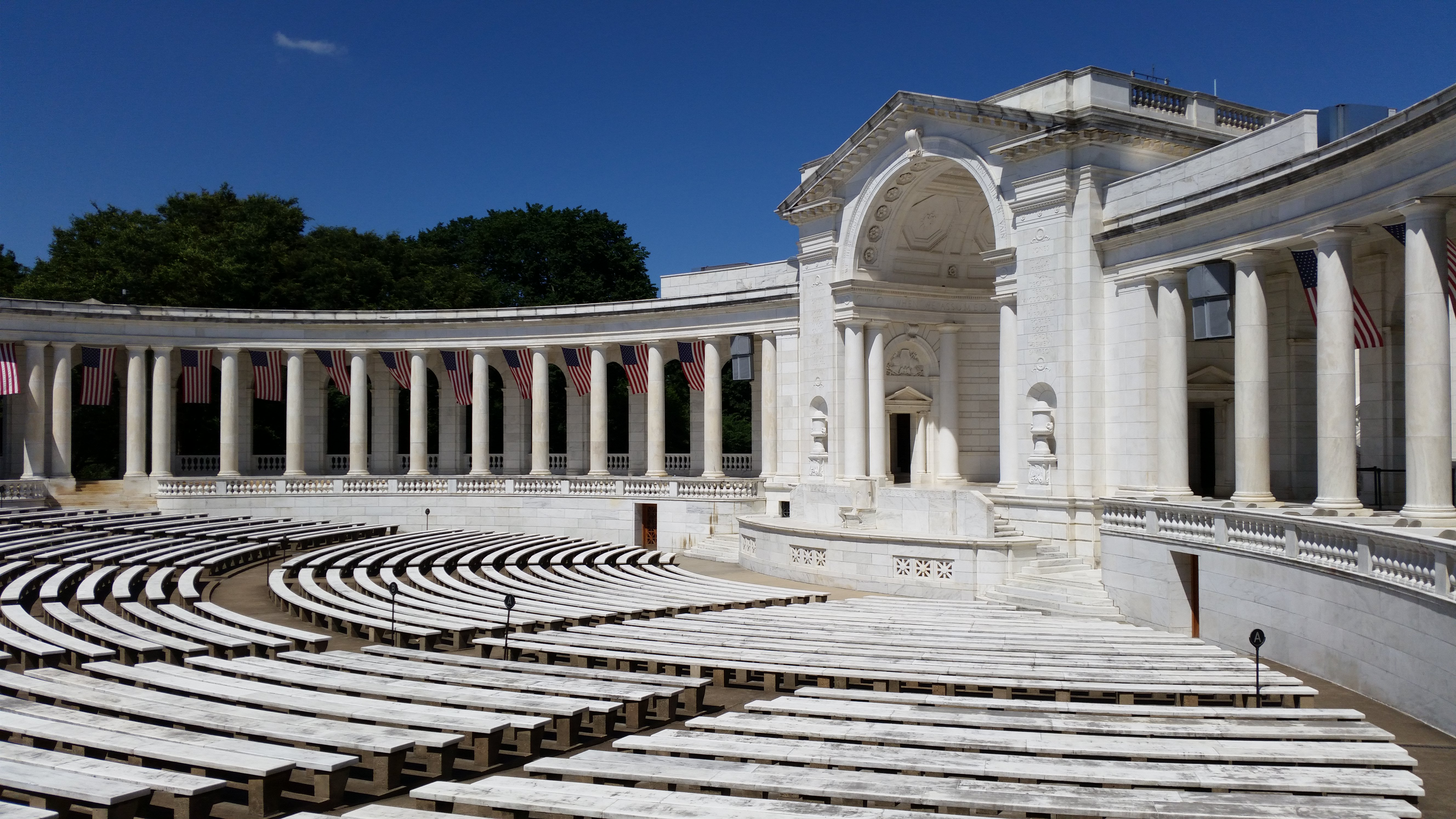
阿灵顿纪念圆形剧场，华盛顿，1920年
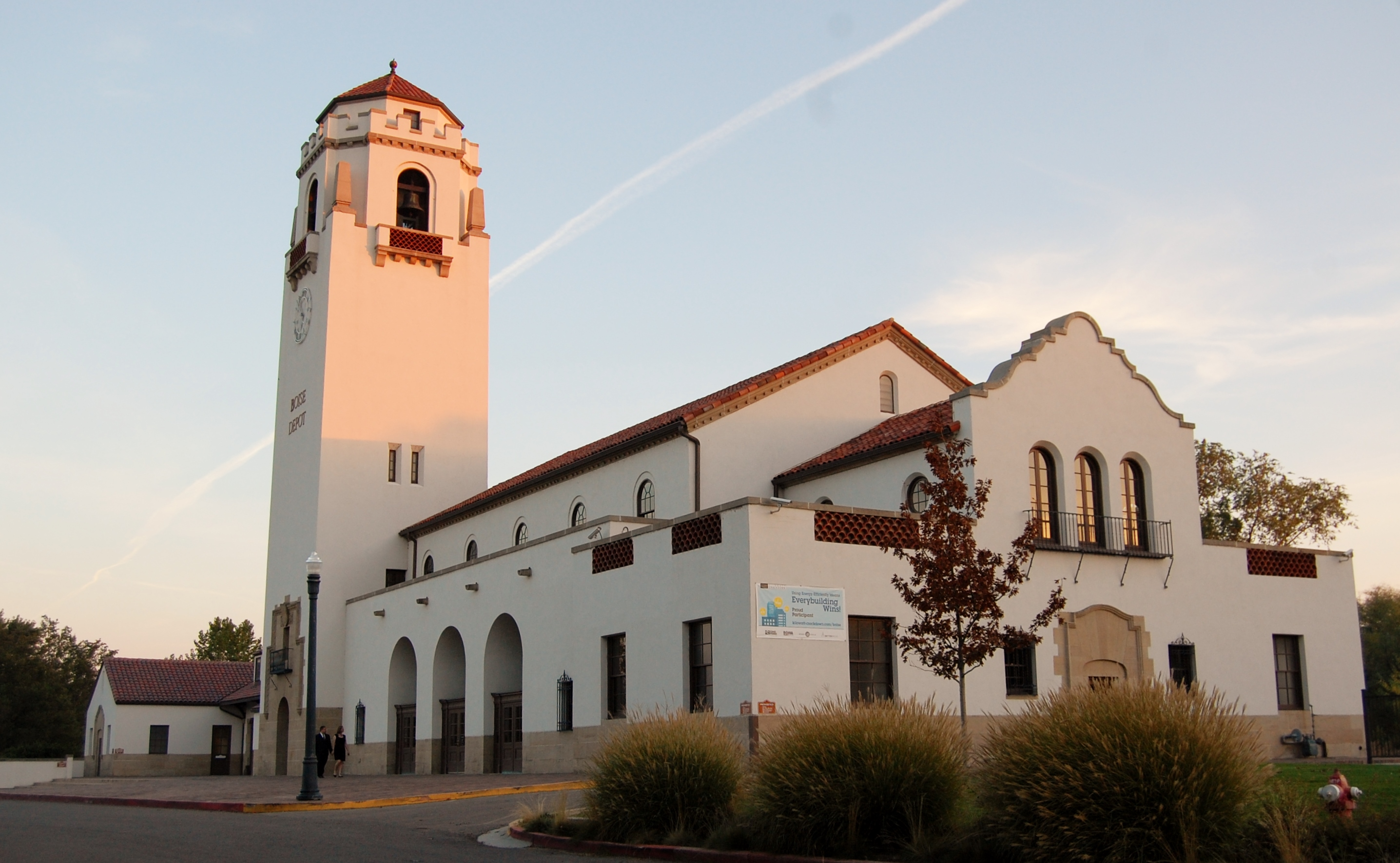
博伊西联合太平洋铁路火车站，博伊西，1925年